# Лигњослав Пипак
Лигњослав Пипак (енгл. Squidward Tentacles) измишљени је лик у америчкој анимираној телевизијској серији Сунђер Боб Коцкалоне коме глас позајмљује Роџер Бампас. Лигњослава је створио и дизајнирао морски биолог и аниматор Стивен Хиленбург. Први пут се јавља у пилот епизоди Help Wanted (срп. Тражи се радник) 1. маја 1999. године.
Иако његово име каже да је он лигња и има шест удова, Лигњослав је човјеколика хоботница. Он живи у моаију између Сунђер Бобове и Патрикове куће. Његов лик је приказан као злоћудан, претенциозан и циничан, који веома мрзи своје комшије због њиховог сталног бучног понашања. Међутим, они нису свјесни Лигњослављеве антипатије према њима и сматрају га пријатељем. Лигњослав ради као касир у ресторану Код Кеба Крабе и свој посао веома мрзи.
Критичка рецепција лика од професионалаца и фанова је позитивна. Лигњослав је јавља у многим публикацијама, играчкама и другим робама Сунђер Боба Коцкалонеа. Јавља се у дугометражном играном филму Сунђер Боб Коцкалоне 2004. и у наставку који је објављен 2015. године.

## Улога уСунђер Бобу Коцкалонеу
Лигњослав је приказан као горка и арогантна тиркизна хоботница. Живи у подводном граду Коралову у моаију смјештеном између Сунђер Бобове куће од ананаса и Патрикове стијене. Лигњослав мрзи своје сусједе због њиховог сталног смијеха и бучног понашања, мада Сунђер Боб и Патрик нису свјесни Лигњославовог анимозитеа према њима и сматрају га пријатељем.
Лигњослав живи у сталном стању самосажаљења и биједе; он је незадовољан својим досадним начином живота и жуди за статусом звијезде, богатством, косом и гламурозном и славном каријером музичара или сликара, а посједује страст према умјетности и свира кларинет. Међутим, он је примора на трпи понизан статус као касирка у ресторану брзе хране Кеба Краба. Лигњослав презире свој посао и свог похлепног послодавца Евгенија Крабу и Сунђер Боба као свог колегу.

## Развој

### Израда и дизајн
Стивен Хиленбург је прво постао фасциниран океаном и почео је да развија умјетничке способности још као дијете. Током колеџа, мајорисовао је поморску биологију, а миноризовао умјетност. Након дипломирања 1984. године, придружио се Океанском институту, океанској образовној организацији, гдје је добио идеју да створи стрип под именом The Intertidal Zone (срп. Интертидална зона), а која је довела до стварања Сунђер Боба Коцкалонеа. Хиленбург је 1987. године напустио институт како би се посвјетио својој каријери аниматора.
Неколико година послије студирања експерименталне анимације на Калифорнијском институту за умјетност, Хиленбург је упознао Џоа Марија, творца анимиране серије Rocko's Modern Life, на фестивалу анимације. Мари је Хиленбургу понудио посао режисера серије. Мартин Олсон, један од писаца Rocko's Modern Life, прочитао је The Intertidal Zone и подстакао Хиленбурга да створи телевизијску серију према сличном концепту. У том тренутку, Хиленбург није размишљао о стварању сопствене серије, али је убзо схватио да је то његова шанса. Недуго након што је завршио продукција на Rocko's Modern Life 1996. године, Хиленбург је почео радити на Сунђер Бобу Коцкалонеу.
Хиленбург је искористио поједине цртеже ликова из свог стрипа. Дизајнирао је „Сунђер Бобовог мрзовољног сусједа” као хоботницу јер му се допала велика глава те врсте; рекао је хоботнице „имају тако велику главу, а Лигњослав мисли да је интелектуалац, тако да ће наравно имати велику лоптасту главу”. Хиленбург је објаснио да је Лигњослав обично нацртан са шест удова, јер „заиста је било једноставније за анимацију нацртати га са шест ногу него са осам”. Лигњослав се приказује са свих осам удова само у двије епизоде: у епизоди Pressure из 2. сезоне и у епизоди Sold! из 9. сезоне. Хиленбург је Лигњославу дао име по лигњи, која је сродна хоботници и има десет удова. Према ријечима глумца који Лигњославу позајмљује глас, Роџеру Бампасу, име Октослав (енгл. Octoward) „једноставно није одговарало”.
О Лигњослављевом дизајну, писац и сторибордиста Винсент Волер је 2010. године рекао:
Лигњослава је тешко нацртати — има главу врло чудног облика. Срећом, његове емоције су прилично уједначене, а изазов је извући много великих емоција из њега. Нос му раздваја све на пола, тако да је увијек, ’У реду, како ћу ово урадити, а да то и даље буде читано?’
Хиленбург је размишљао да се нашали са Лигњославом избацивањем мастила, али је од тога одустао, јер према његовим ријечима „то увијек изгледа као да се унереди у панталоне”. Звук Лигњослављевих корака, које евоцира звук усисних отвора или пијавки повуку са тла, а настаје трљањем термофора. Кораке, као и кораке остатка главних ликова, снима екипа серије за звукове. Дизајнер звука Џет Хатчинс је рекао да звукови корака „[помажу] кажу који је лик и по каквој подлози ходају”. Бампас је био инспирација за идеју да Лигњослав вози лежећи бицикл, пошто Бампас посједује такав бицикл, који вози по Бербанку у Калифорнији. Он је то описао као „малу интерну шалу”.